# 埼玉県道414号幸手停車場線

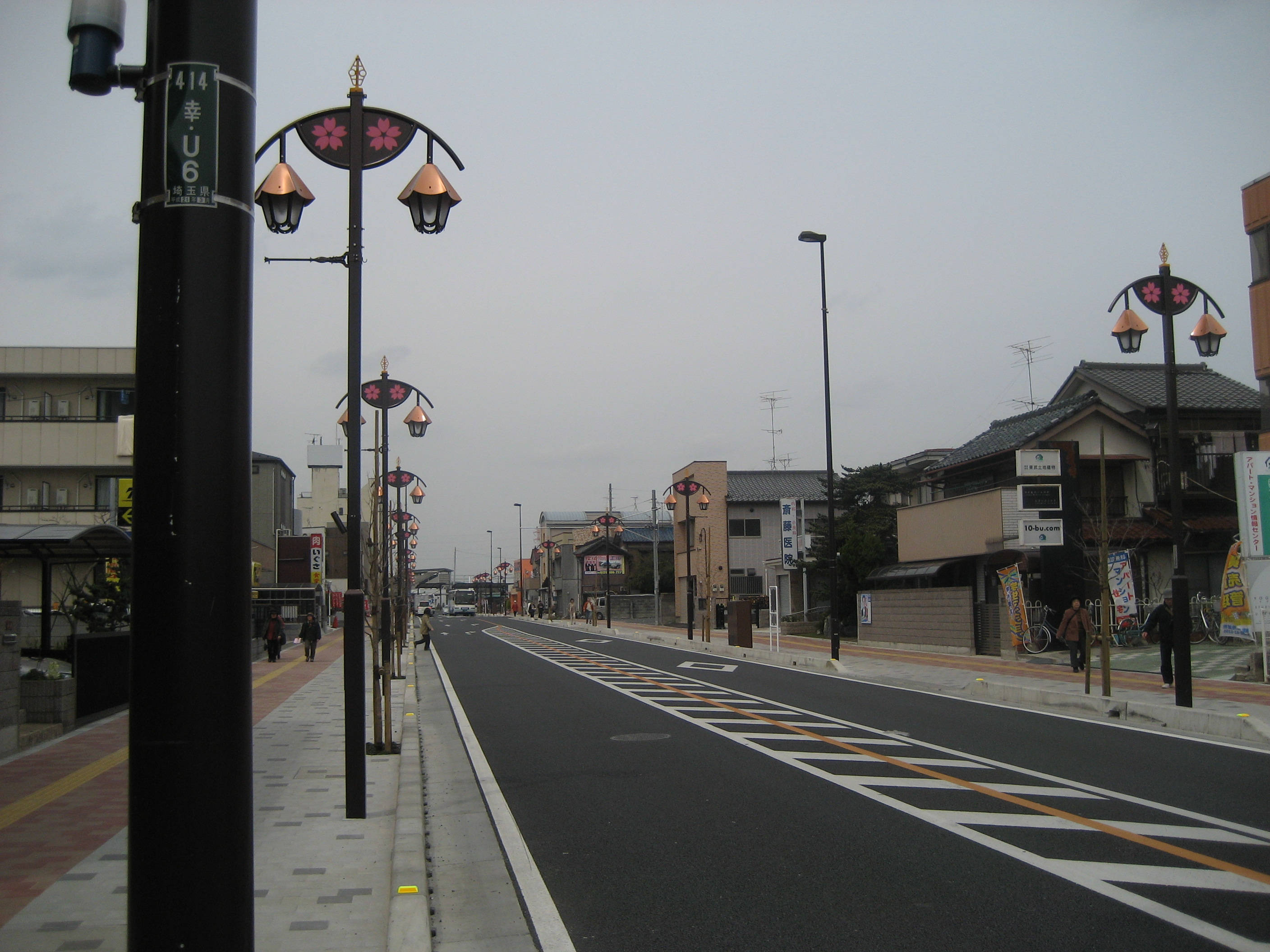
幸手駅方面側を撮影

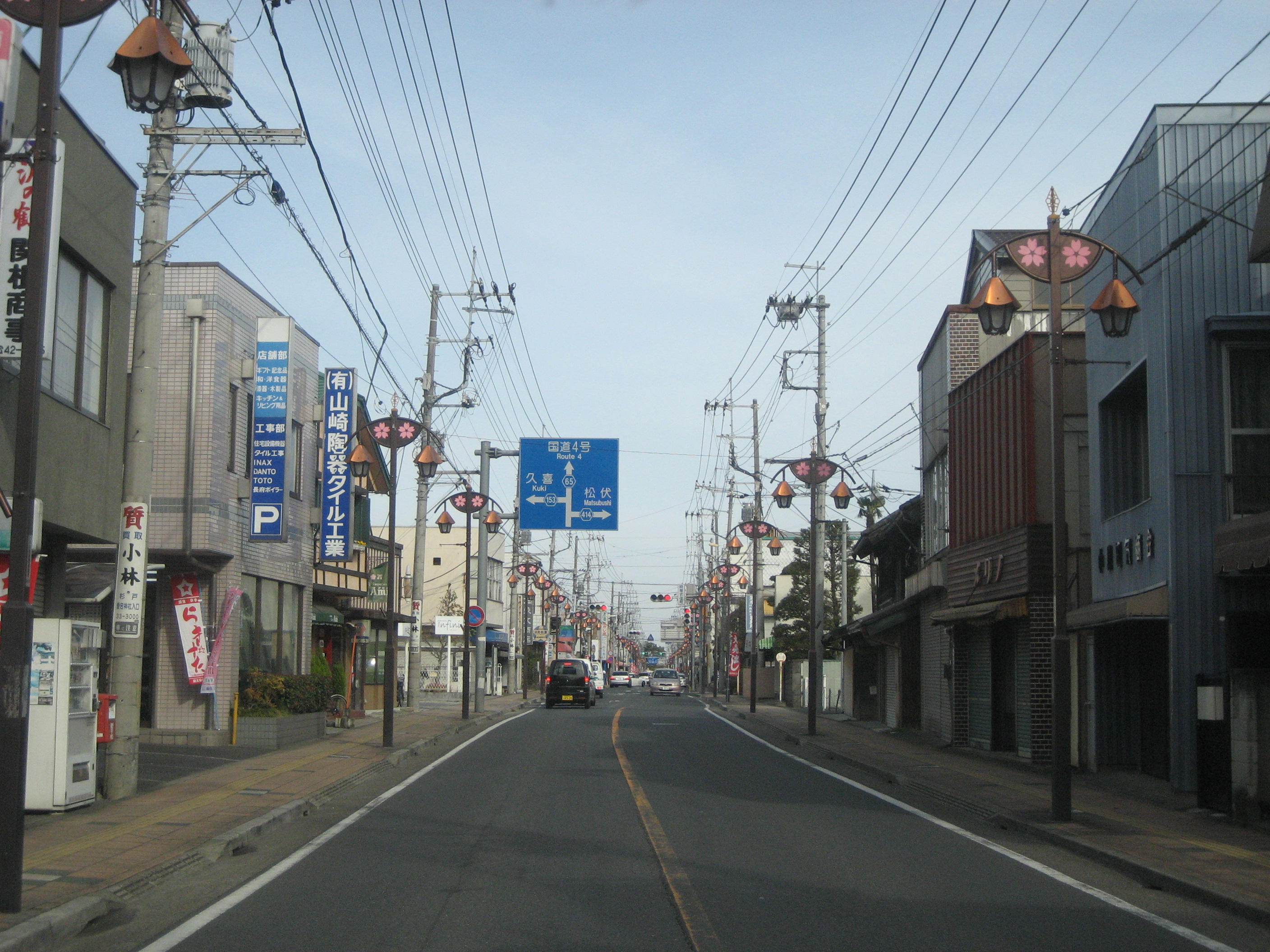
埼玉県道65号さいたま幸手線との重複区間

埼玉県道414号幸手停車場線（さいたまけんどう414ごう さってていしゃじょうせん）は幸手駅から国道4号に至る幸手市中心部のみで指定された一般県道である。

## 概要
当路線は一本の通りとしての形をしておらず交差点を2度曲がる（構成の欄に記載）。また指定後に、幸手停車場 - 幸手駅入口交差点間の延長に曲がらず直線で国道4号と結ぶ2車線の東さくら通りと呼ばれる市道が整備されたため、直接幸手駅と国道4号を結ぶ道路が途中より別に存在する。

### 路線データ
- 起点:幸手停車場
- 終点:幸手市 国道4号交点（東3交差点）
- 実延長:653m

### 構成
指定区間は一本の通りではなく交差点を2度曲がる
- 幸手停車場 - 幸手駅入口交差点間
- 幸手駅入口交差点 - 中1丁目（南）交差点間（幸手停車場 - 幸手駅入口交差点間より左折、日光街道）
- 中1丁目（南）交差点 - 東3交差点間（幸手駅入口交差点 - 東3交差点間より右折）

## 地理

### 交差する道路
- 埼玉県道153号幸手久喜線（中一南交差点）
- 国道4号（東3交差点）
- 埼玉県道383号惣新田幸手線（東3交差点）

### 重複区間
- 埼玉県道65号さいたま幸手線（幸手駅入口交差点 - 中一南交差点）